# فرناندو کالدیرو
فرناندو کالدیرو (به انگلیسی: Fernando Caldeiro) فضانورد اهل ایالات متحده آمریکا است که در ۱۲ ژوئن ۱۹۵۸ میلادی در بوئنوس آیرس زاده شد.